# Фатех – Джебель-Алі
Фатех – Джебель-Алі – газопровідна система, яка сполучає групу офшорних родовищ із газопереробним заводом Джебель-Алі (емірат Дубай).
У середині 1970-х вирішили взятись за утилізацію попутного газу, котрий отримували під час розробки нафтових родовищ Фатех і Південно-Західний Фатех. Починаючи з 1980-го цей ресурс надходив на переробку до розташованого на суходолі ГПЗ Джебель-Алі, куди проклали два офшорні трубопроводи довжиною по 90 км з діаметрами 400 мм і 450 мм. Водночас на родовищах встановили дві нові платформи з компресорним обладнання, котрі забезпечували перекачування.
У 1984-му газопереробний завод та родовища сполучили ще однією лінією діаметром 400 мм, проте на цей раз вона призначалась для транспортування отриманого після вилучення гомологів метану ресурсу у зворотньому напрямку, для використання як паливний газ та закачування у поклади з метою підтримки пластового тиску. В подальшому, за можливості, намагались максимізувати використання ресурсу групи Фатех для обслуговування її ж потреб (зокрема, так відбулось після введення у 1993-му газопроводу Мубарек – Джебель-Алі). 